# Jessica Pardin
Jessica Pardin, née Mercier le 24 novembre 1987 à Albertville, est une skieuse alpiniste et coureuse de fond française spécialisée en kilomètre vertical. Elle est vice-championne d'Europe de kilomètre vertical 2019 et a remporté le Vertical Kilometer World Circuit 2019.

## Biographie
Jessica naît à Albertville et grandit dans le Beaufortain. Comme beaucoup d'enfants de la région, elle pratique le ski alpin dans sa jeunesse mais sans grande conviction. Elle fait ensuite la rencontre de Xavier Blond qui l'initie au ski de fond et au biathlon avec succès puisqu'elle signe de nombreux podiums au niveau régional. Elle sacrifie cependant sa carrière sportive pour se consacrer à ses études de sage-femme. Elle fait ensuite la connaissance de son futur mari qui pratique le ski-alpinisme. Elle le suit et s'illustre dans la discipline du Vertical Race. Elle devient championne du monde junior de la discipline en 2006, puis championne d'Europe junior l'année suivante. Elle délaisse le ski-alpinisme en 2009 et se met au trail, suivie par une longue pause hors des compétitions. Elle termine ses études en 2010 puis donne naissance à ses deux filles en 2011 et 2013,.
Elle effectue son retour à la compétition en 2014. L'année suivante, elle s'essaie avec succès à la discipline du kilomètre vertical en terminant troisième de la première édition du TPS Vertical K2 puis en remportant celui très relevé de kilomètre vertical de Fully.
Elle est victime de petites blessures en 2016 et préfère ensuite éviter les descentes pour ne pas se blesser à nouveau. Elle se concentre principalement sur les épreuves de kilomètre vertical. En 2018, elle confirme son choix en décrochant deux podiums à Trentapassi et à Zegama durant le Vertical Kilometer World Circuit 2018. Au coude-à-coude avec Victoria Kreuzer pour la deuxième place du classement derrière Christel Dewalle, elle prend l'avantage grâce à une saison consistante.
Elle connaît une excellente saison 2019. Le 9 mai, elle s'impose aisément au Vertical Kilometer Binter en battant l'Espagnole Gisela Carrión de plus d'une minute. Le 28 juin, elle bat la Japonaise Yuri Yoshizumi de plus de 3 minutes à l'Olympus Vertical. Elle décroche encore trois autres podiums aux épreuves de Santana, K3 et du Grand Serre et remporte le classement final avec une confortable avance sur Yuri Yoshizumi. Le 5 septembre, elle termine deuxième du Vertical Terme di Bognanco sur un parcours rendu mouillé par la pluie. L'épreuve comptant comme championnats d'Europe de skyrunning de la discipline, elle remporte la médaille d'argent derrière Christel Dewalle.
Fin 2019, elle se remet au ski-alpinisme. Elle termine deuxième des championnats de France de Vertical Race 2019 à l'Alpe d'Huez.

## Palmarès
| no  | masculin           | Course                                                   | Longueur | Départ            | Temps           |
| --- | ------------------ | -------------------------------------------------------- | -------- | ----------------- | --------------- |
| 37e | Médaille d'argent  | Trail Nivolet-Revard                                     | 51 km    | 2 mai 2015        | 6 h 2 min 16 s  |
| 22e | Médaille de bronze | TPS Vertical K2                                          | 7,6 km   | 2 août 2015       | 1 h 42 min 20 s |
| 36e | Médaille d'or      | Kilomètre vertical de Manigod                            | 3,34 km  | 19 août 2015      | 44 min 16 s     |
| 79e | Médaille d'or      | Kilomètre vertical de Fully                              | 1,92 km  | 24 octobre 2015   | 39 min 45 s     |
| 34e | Médaille de bronze | Trail du Ventoux                                         | 26 km    | 20 mars 2016      | 2 h 36 min 26 s |
| 10e | Médaille d'or      | Scenic Trail K24                                         | 24 km    | 11 juin 2016      | 3 h 4 min 5 s   |
| 45e | Médaille d'argent  | Kilomètre vertical du Mont-Blanc                         | 3,8 km   | 23 juin 2016      | 45 min 3 s      |
| 26e | Médaille d'argent  | TPS Vertical K2                                          | 7,6 km   | 31 juillet 2016   | 1 h 47 min 54 s |
| 11e | Médaille d'or      | Vertical-Race du Lac d'Annecy                            | 4 km     | 26 mai 2017       | 41 min 0 s      |
| 15e | Médaille d'argent  | Scenic Trail K27                                         | 27 km    | 10 juin 2017      | 3 h 30 min 52 s |
| 21e | Médaille d'or      | Kilomètre Vertical Face de Bellevarde                    | 3,2 km   | 7 juillet 2017    | 43 min 8 s      |
| 72e | Médaille de bronze | Kilomètre vertical de Fully                              | 1,92 km  | 21 octobre 2017   | 38 min 16 s     |
| 31e | Médaille de bronze | Trentapassi Vertical Race                                | 3,4 km   | 6 mai 2018        | 50 min 56 s     |
| 36e | Médaille de bronze | Zegama-Aizkorri KV                                       | 4,2 km   | 25 mai 2018       | 39 min 58 s     |
| 12e | Médaille d'or      | TPS Vertical K2                                          | 7,6 km   | 8 août 2018       | 1 h 45 min 19 s |
| 45e | Médaille d'argent  | Kilomètre vertical de Fully                              | 1,92 km  | 20 octobre 2018   | 37 min 35 s     |
| 17e | Médaille d'or      | Vertical Kilometer Binter                                | 7,6 km   | 11 mai 2019       | 58 min 38 s     |
| 13e | Médaille d'argent  | Santana Vertical Kilometer                               | 4,8 km   | 31 mai 2019       | 49 min 12 s     |
| 11e | Médaille d'or      | Olympus Vertical                                         | 4,3 km   | 28 juin 2019      | 48 min 3 s      |
| 30e | Médaille de bronze | BEI K3                                                   | 9,7 km   | 27 juillet 2019   | 2 h 38 min 16 s |
| 38e | Médaille d'argent  | Championnats d'Europe de skyrunning - Kilomètre vertical | 3,4 km   | 5 septembre 2019  | 44 min 54 s     |
| 28e | Médaille d'argent  | Verticale du Grand Serre                                 | 1,8 km   | 29 septembre 2019 | 36 min 0 s      |
| 29e | Médaille d'argent  | Verticale du Grand Serre                                 | 1,8 km   | 3 octobre 2021    | 38 min 6 s      |
| 20e | Médaille d'or      | Kilomètre vertical du Mont-Blanc                         | 3,8 km   | 25 juin 2022      | 45 min 22 s     |
| 4e  | Médaille d'or      | Kilomètre vertical de Val d'Isère                        | 3,5 km   | 10 juillet 2022   | 42 min 17 s     |
| 13e | Médaille d'or      | DoloMyths Run Vertical Kilometer                         | 2,4 km   | 15 juillet 2022   | 40 min 42 s     |
| 28e | Médaille d'or      | SkyRace du Rocher Blanc                                  | 12 km    | 19 août 2022      | 2 h 10 min 52 s |
| 32e | Médaille d'argent  | Kilomètre vertical de Fully                              | 1,92 km  | 22 octobre 2022   | 36 min 57 s     |
| 17e | Médaille d'or      | SkyRace du Rocher Blanc                                  | 20 km    | 25 août 2023      | 3 h 12 min 45 s |
| 26e | Médaille de bronze | Verticale du Grand Serre                                 | 1,8 km   | 1er octobre 2023  | 37 min 59 s     |
| 41e | Médaille d'argent  | Kilomètre vertical de Fully                              | 1,92 km  | 21 octobre 2023   | 38 min 13 s     |
| 26e | Médaille d'or      | Vertical Grèste de la Mughéra                            | 4,0 km   | 28 octobre 2023   | 47 min 17 s     |
| 16e | Médaille d'or      | Transvulcania Vertical Kilometer                         | 7,6 km   | 9 mai 2024        | 1 h 1 min 32 s  |

## Records
| Épreuve       | Performance | Date         | Lieu    |
| ------------- | ----------- | ------------ | ------- |
| 10 kilomètres | 39 min 10 s | 3 avril 2016 | Grignon |